# Clan war
Clan war je pojem pro zápas dvou teamů v oblasti esportu. Může se jednat o jakýkoliv typ ligového zápasu, či zápasu v rámci určitého on-line žebříčku. V této souvistosti má slovo „klan“ význam teamu počítačových hráčů.
U většiny FPS her se výsledek zápasu potvrzuje screenshotem s výsledky zápasu. U strategických her se většinou dodává replay zápasu.